# Ченстоховське гето
50°48′00″ пн. ш. 19°07′00″ сх. д. / 50.8° пн. ш. 19.1166666667° сх. д.
Ченстоховське гетто — гетто Другої світової війни, засноване нацистською Німеччиною з метою переслідування та експлуатації місцевих євреїв у місті Ченстохова під час німецької окупації Польщі. Приблизна кількість людей, ув’язнених у гетто, становила близько 40 000 на початку, а наприкінці 1942 року на піку, безпосередньо перед масовою депортацією, 48 000. Більшість в'язнів гетто були доставлені потягами Голокосту на смерть у табір смерті Треблінка. У червні 1943 року мешканці гетто, що залишилися, підняли повстання в Ченстоховському гетто, яке було придушене СС після кількох днів боїв.

## Історія гетто
Офіційний наказ про створення гетто в Ченстохові був виданий 9 квітня 1941 року Штадтауптманом Річардом Вендлером. Крім євреїв із Ченстохови, більше євреїв було доставлено залізницею з сусідніх міст і сіл генерал-губернаторської частини окупованої південно-західної частини Другої Польської Республіки, зокрема з Кшепіце, Ольштина, Мстова, Янова та Пширова, на додаток до вигнаних з Польські землі, приєднані до Рейху на початку війни, переважно з Плоцька та Лодзі. В’язні гетто були змушені працювати як рабиня у збройовій промисловості, більшість із них на розширеному польському ливарному заводі «Metalurgia», розташованому на вулиці Кротка (який був захоплений німецьким виробником HASAG і перейменований на Hassag-Eisenhütte AG). а також на інших місцевих фабриках чи майстернях.
Нацисти почали ліквідацію гетто 22 вересня 1942 року під час операції «Рейнхард» (на наступний день після Йом Кіпуру). Перша хвиля депортацій завершилася в ніч на 7 жовтня. Акцію здійснили німецькі частини разом зі своїми українськими та латвійськими допоміжними частинами (Гіві), відомими як Tравники, під командуванням капітана поліції Schupo Пауля Дегенхардта. Щодня євреїв збирали на площі Дашинського для «переселення», а потім товарними потягами Голокосту – чоловіків, жінок і дітей – перевозили до табору смерті Треблінка: загалом близько 40 000 жертв.
Серед Праведників народів світу, які допомагали євреям Ченстоховського гетто, були Гелена Сітковська, родина Козьмінських, родина Клевіцьких та родина Сікори. Ян Бруст із Жеготи був розстріляний у першій половині 1944 року за те, що розносив їжу єврейським в’язням каторги. Інші члени сім’ї Брустів у Ченстохові допомагали євреям та ховали їх, а після війни отримали нагороду Праведника.

## Повстання
Тих, хто пережив основний удар ліквідації гетто (близько 5–6 тис. підневільних робітників із сім’ями), було поміщено до так званого Малого гетто для збройного заводу Гуго Шнайдера. Там було страчено 850 євреїв. Незабаром Мордехай Зільберберг, Сумек Абрамович і Генієк Песак серед інших створили таємну Єврейську бойову організацію. Організація налічувала 300 членів.

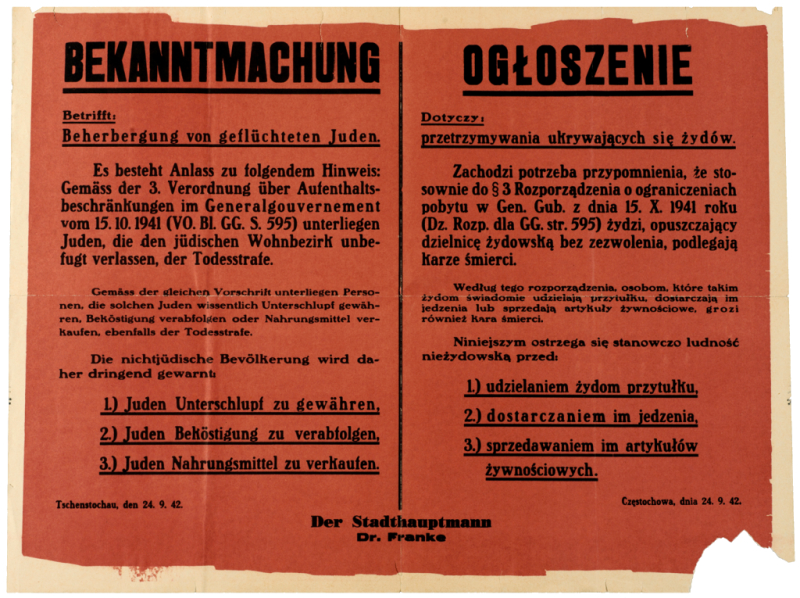
Ченстоховський плакат із застереженням про смертну кару за вихід із гетто та допомогу євреям, підпис Еберхардта Франке, 1942 р.

Коли 26 червня 1943 року німці почали ліквідацію Малого гетто, у Ченстоховському гетто спалахнуло повстання. Зильберберг покінчив життя самогубством, коли німці штурмували його бункер. У боях загинуло 1500 євреїв. 30 червня опір було придушено, ще 500 євреїв було спалено живцем або поховано під уламками. 3900 євреїв було схоплено і відправлено на роботу в трудові табори Apparatebau, Warthewerk і Eisenhütte. За відбором розстріляно 400 осіб. У грудні того ж року 1200 в'язнів було вивезено до Німеччини. Чоловіків відправили в Бухенвальд, жінок — у Дахау (всі загинули). Однак у другій половині 1944 року такі необхідні ливарні табори було відроджено з близько 10 000 нових робітників, надісланих із Лодзі, Кельце, Радомська та Скаржисько-Каменної. 15 і 16 січня 1945 року, перед радянським наступом, близько 3000 в'язнів було відправлено до Третього Рейху; всі загинули. Решту 5200 євреїв, які перебували в трудових таборах Ченстохови, звільнила Червона армія.